# 圣克莱尔县 (亚拉巴马州)
聖克萊爾县（英語：St. Clair County）是美國阿拉巴馬州東部的一個縣。面積1,693平方公里。根據美國2000年人口普查，共有人口64,742人。縣治阿什維爾（Ashville）和佩爾城（Pell City）。
成立於1818年11月20日。縣名紀念美國獨立戰爭時期將領、俄亥俄準州州長阿瑟·聖克萊爾（Arthur St. Clair）。